# Tri-Magnum Sales
Tri-Magnum Sales Inc. war ein US-amerikanischer Hersteller von Automobilen.

## Unternehmensgeschichte
Das Unternehmen hatte seinen Sitz in Irvine in Kalifornien. 1985 stellte es Automobile und Kit Cars her. Der Markenname lautete Tri-Magnum.

## Fahrzeuge
Das einzige Modell ging zurück auf einen Entwurf von Quincy-Lynn, die aber nur Baupläne, aber weder Bausätze noch Komplettfahrzeuge anboten. Es war ein Dreirad mit hinterem Einzelrad. Der Rahmen bestand aus Holz. Einige Teile stammten vom VW Käfer, andere von Suzuki. Verschiedene Motorradmotoren von 400 cm³ bis 1300 cm³ Hubraum trieben die Fahrzeuge an. Eine Quelle nennt speziell einen Vierzylindermotor von Kawasaki mit 900 cm³ Hubraum. Die geschlossene Karosserie aus Fiberglas bot Platz für zwei Personen. Auffallend waren Klappscheinwerfer.